# Unparteiische Solidaritätsunion
Die Unparteiische Solidaritätsunion (chinesisch 無黨團結聯盟, Pinyin Wúdǎng Tuánjié Liánméng, engl. Non-Partisan Solidarity Union, NPSU) ist eine politische Partei in der Republik China auf Taiwan.

## Parteigeschichte
Die Partei wurde am 15. Juni 2004 durch 10 Parlamentarier (6 Parteilose, 2 Abgeordnete der Kuomintang, je ein Abgeordneter der Xindang und DPP) in Taiwan gegründet. Programmatisch wollte sich die „unparteiische Partei“ außerhalb der traditionellen politischen Lager der pan-blauen und pan-grünen Koalitionen positionieren und sah sich als Anwältin der Unterprivilegierten. Zur Frage der Unabhängigkeit Taiwans bzw. des Verhältnisses zur Volksrepublik China bezog sie zunächst keine Stellung. Erster Parteivorsitzende war die frühere Gesundheits- und Innenministerin Chang Po-ya, später gefolgt von Lin Pin-kuan. Das politische Gewicht der NPSU war nie besonders groß und hat seit ihrer Gründung kontinuierlich abgenommen. Nach der Wahl zum Legislativ-Yuan 2016 schloss sich der eine gewählte NPSU-Abgeordnete der Fraktion der konservativen Qinmindang an.
Bei der Wahl zum Legislativ-Yuan 2020 stellte die Partei keine eigenen Kandidaten mehr auf und unterstützte bei der parallel stattfindenden Präsidentenwahl 2020 den Kandidaten der Kuomintang.

## Bisherige Wahlergebnisse bei den Wahlen zum Legislativ-Yuan
| Wahl | Gewonnene Sitze | Änderung | Stimmen gesamt  | Stimmen in Prozent | Ergebnis                     | Spitzenkandidat |
| ---- | --------------- | -------- | --------------- | ------------------ | ---------------------------- | --------------- |
| 2004 | 6 von 225       | –        | 353.164         | 3,86 %             | in der Opposition            | Chang Po-ya     |
| 2008 | 3 von 113       | ▼ 3      | 239.317         | 2,4 %              | in der Opposition            | Lin Pin-kuan    |
| 2012 | 1 von 113       | ▼ 2      | 148.105         | 1,12 %             | in der Opposition            | Lin Pin-kuan    |
| 2016 | 1 von 113       | ▬        | 77.672          | 0,64 %             | in der Opposition            | Lin Pin-kuan    |
| 2020 | 0 von 113       | ▼ 1      | keine Teilnahme | keine Teilnahme    | nicht in Parlament vertreten | Lin Pin-kuan    |